# Chutney
Chutney [čátni] je aromatična omaka indijske kuhinje. Omaka ima kašast izgled, v njej so lahko koščki sadja oziroma zelenjave.
Chutney je sestavljen iz sadja ali zelenjave. Tradicionalni indijski chutney je kuhan za vsak obed posebej in se zauživa svež, zato za razliko od Evropi in Ameriki bolj poznanega konzerviranega chutneyja na prodaj v trgovinah, nima kislega priokusa. Kis, limonin sok ali olje so namreč dodani kot sredstvo za konzerviranje. Kot začimbe so poleg soli in popra navadno dodani še koriander, orientalska kumina in kurkuma. Pogosto se doda še čili in svež ingver.
Praviloma se chutney kuha kot marmelada. Nekaj variant pa se pripravlja hladno z mečkanjem sestavin v kašo.

## Izvor
V Indiji ponudijo chutney k jedem s curryjem, tako da dobijo praviloma ostro začinjene jedi dodaten okus. Chutney so prinesli iz Indije Angleži med kolonialnim časom. Ime izhaja iz hindijske besede chatni (pomeni za polizati).

## Vrste chutneyja
- chutney iz kokosovih orehov
- chutney iz manga
- chutney iz paradižnika